# Ředitel strategické komunikace Bílého domu
Ředitel strategické komunikace Bílého domu byla pracovní pozice seniorní člena americké prezidentské administrativy, kterou založil Donald Trump v roce 2016. Prvním člověkem, kdo pozici zastával, byla Hope Hicksová.

## Náplň práce
Přesná náplň práce nebyla veřejnosti nikdy popsaná. Američtí novináři Jennifer Jacobsová a Kevin Cirilli z Bloomberg spekulovali, že ředitel má koordinovat prezidentská mediální vystoupení, radit prezidentovi při vytváření příspěvků na sociálních sítích a sloužit jako důvěrník v klíčových personálních záležitostech a při realizaci prezidentovy agendy.

## Pozice po první Trumpově prezidentství
Od konce Trumpovy vlády zůstává tato pozice neobsazená, protože Trumpův nástupce Joe Biden na ni nikoho nejmenoval. 

## Dosavadní ředitelky
| Fotografie ředitele | Jméno ředitele      | Datum začátku funkce | Datum konce funkce | Délka funkce v letech a dnech | Jmenoval prezident |
| ------------------- | ------------------- | -------------------- | ------------------ | ----------------------------- | ------------------ |
|                     | Hope Hicksová       | 20. ledna 2017       | 12. září 2017      | 0 let a 235 dní               | Donald Trump       |
|                     | Mercedes Schlappová | 12. září 2017        | 1. července 2019   | 1 rok a 292 dní               | Donald Trump       |
|                     | Alyssa Farahová     | 7. dubna 2020        | 4. prosince 2020   | 0 let a 241 dní               | Donald Trump       |